# 艾欧因·寇弗

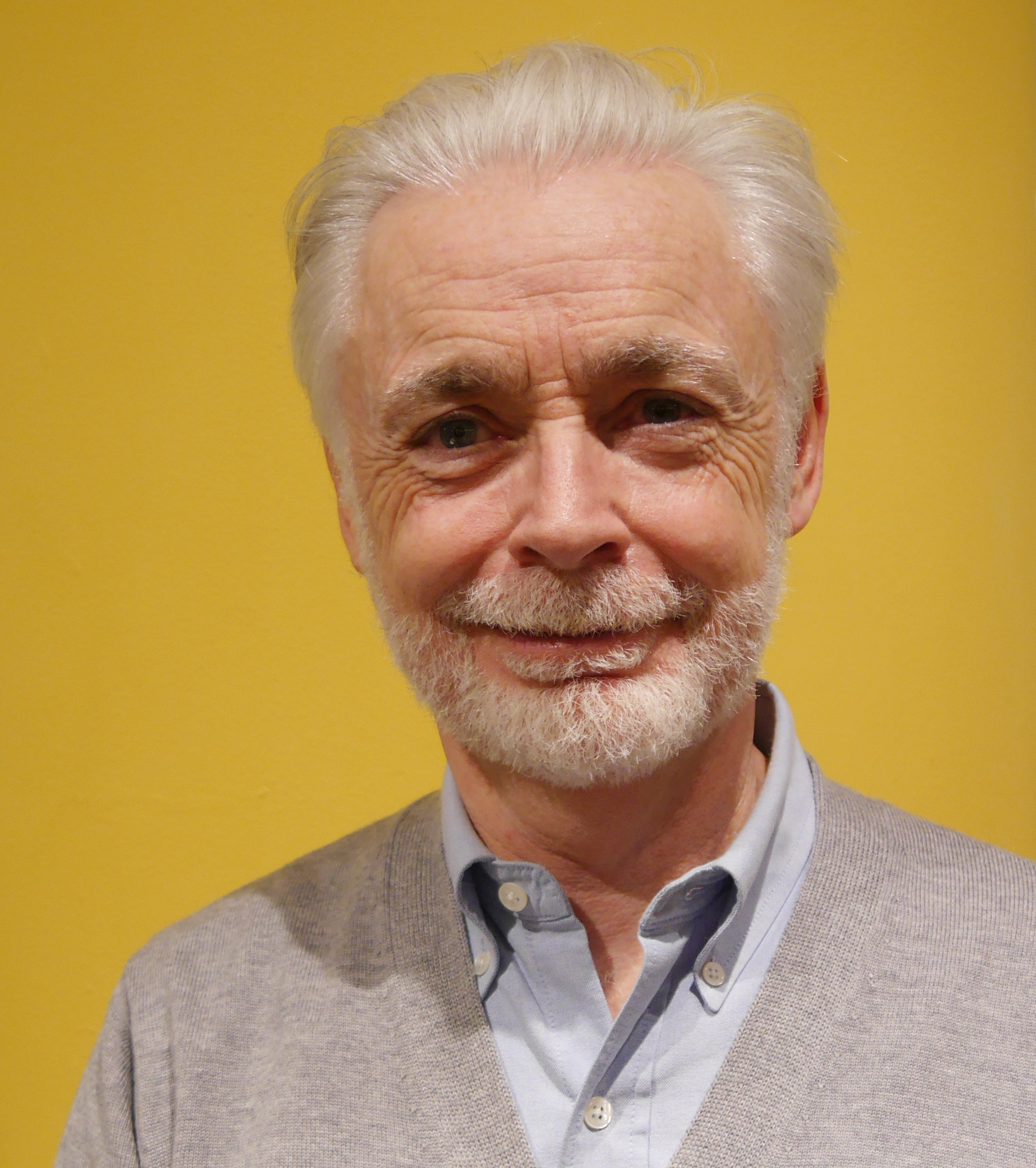
艾欧因·寇弗

艾欧因·寇弗（英語：Eoin Colfer；1965年5月14日—）是一位爱尔兰儿童文学作家。他曾經是一名小学教师，畢業於三一學院，擁有教育学学士学位。  他後來成為全职作家，他的作品有阿特米斯奇幻歷險。 2008年9月，艾欧因·寇弗參與編寫银河系漫游指南系列第六部，即还有一件事……， 该书于2009年10月出版。 2016年10月，他与漫威漫畫签约。